# Dolichoderus haradae
Dolichoderus haradae är en myrart som beskrevs av Mackay 1993. Dolichoderus haradae ingår i släktet Dolichoderus och familjen myror. Inga underarter finns listade i Catalogue of Life.